# Maxe Baumann: Überraschung für Max
Überraschung für Max ist der vierte Schwank der Maxe-Baumann-Reihe aus dem Jahr 1979. Er wurde am 31. Dezember 1979 zum ersten Mal im Deutschen Fernsehfunk ausgestrahlt.

## Handlung
Max ist beleidigt und frustriert, nachdem er erfahren hat, dass seine langjährige Kollegin Erna Mischke zur Dispatcherin und damit Vorgesetzten ernannt wird, ohne dass sie ihm etwas davon sagte. Die beiden sind daraufhin zerstritten.
Max will seine Feier zum Betriebsjubiläum im Lindeneck nun nicht mehr ausrichten. Da er aber die junge Bardame Ramona Besenbrenner nicht verletzen will, will er die Feier doch stattfinden lassen, aber als Verlobung von Mario und Monika tarnen.
Marlene Kleinschmidt bekommt für eine Woche die Leitung des Lindenecks übergeben, um die Feier für Max vorzubereiten. Damit ist sie auch Vorgesetzte der Bardame Ramona, die sie aber als ungeeignet hält, solch eine Feier würdig auszurichten. Sie hat mit Hugo Krüger einen neuen Lebensgefährten gefunden.
Immer wieder gibt es Versuche, Erna und Max zu versöhnen, alle gehen aber schief.
Marlene Kleinschmidt wird unterdessen bekannt, dass ihr Lebensgefährte Hugo einen Sohn namens Mario hat, der sich endlich mit Monika, der Tochter von Ferdinand, verloben will. Ihr zitronengelber Trabant wird unterdessen zerstört und kann auf den Schrottplatz.
Auch Horst und Waltraut tauchen auf, Waltraut fährt mit Jens in das Krankenhaus, wo Constanze ihr Kind bekommt. Bei der freudigen Benachrichtigung der Familie per Telefon stellt sich heraus, dass sie Zwillinge bekommen hat.
Erna, Waltraut, Marlene und Hertha müssen auf ihre Männer aufpassen, die von Ramona angezogen werden, die mit ihren Reizen auch nicht spart.
Hugo Krüger verkleidet sich schließlich und gibt sich als Ernas Mutter Frau Mirelli aus und schafft es so, Erna und Max zu versöhnen.
Am Ende wird fröhlich Maxes Jubiläum gefeiert.